# 萱島興三
萱島 興三（かやしま こうぞう、1932年（昭和7年）11月10日 - 2018年（平成30年）6月）は、昭和から平成時代の計算機科学者、実業家。

## 経歴・人物
1955年（昭和30年）京都大学工学部電気工学科を卒業後、日立製作所に入社する。
入社後約1年間、推計学やORの研究に従事したのち、上司の高田昇平、島田正三らの下でパラメトロンを使った電子計算機HIPAC MK-1の開発を行い、1957年（昭和32年）12月にこれを完成させた。その後、日立製作所戸塚工場へ異動し、1962年（昭和37年）8月にコンピュータ事業部が設立されるとHIPAC 101、103の製品化を指揮した。また、RCA/Spectra 70シリーズの国産化、Spectra 70/35 (HITAC 8300) の共同開発、高橋茂の下でHITAC 8000シリーズの事業化などに貢献した。のち、日立製作所旭工場の工場長、日立製作所コンピュータ事業本部技師長などを歴任し、1985年（昭和60年）日立製作所を退職。
退職後は、日立電子エンジニアリング常務を経て、1993年（平成5年）同社社長、1999年（平成11年）会長、2001年（平成13年）相談役となった。ほか、1976年から78年、情報処理学会理事、常務理事を務めた。